# 哈尔滕费尔斯
哈尔滕费尔斯是德国莱茵兰-普法尔茨州的一个市镇。总面积8.18平方公里，总人口832人，其中男性420人，女性412人（2011年12月31日），人口密度102人/平方公里。